# Viaweb
Viaweb was een bedrijf dat werd opgericht in 1995 door Paul Graham, Robert Tappan Morris, Trevor Blackwell en nog enkele andere medewerkers. Het ontwikkelde software dat gebruikers in staat stelde om een eigen webwinkel op te richten. De software bood hiervoor een snelle en gemakkelijke weg. Daarnaast was het de eerste application service provider (ASP). De software van Viaweb werkte over het internet en werd geschreven in Common Lisp.

## Verkoop
Het bedrijf Viaweb werd in 1998 verkocht aan Yahoo! voor een bedrag van 49,6 miljoen dollar. Nu spreekt men van de Yahoo! store.